# Steinhauermuseum Mühlbach

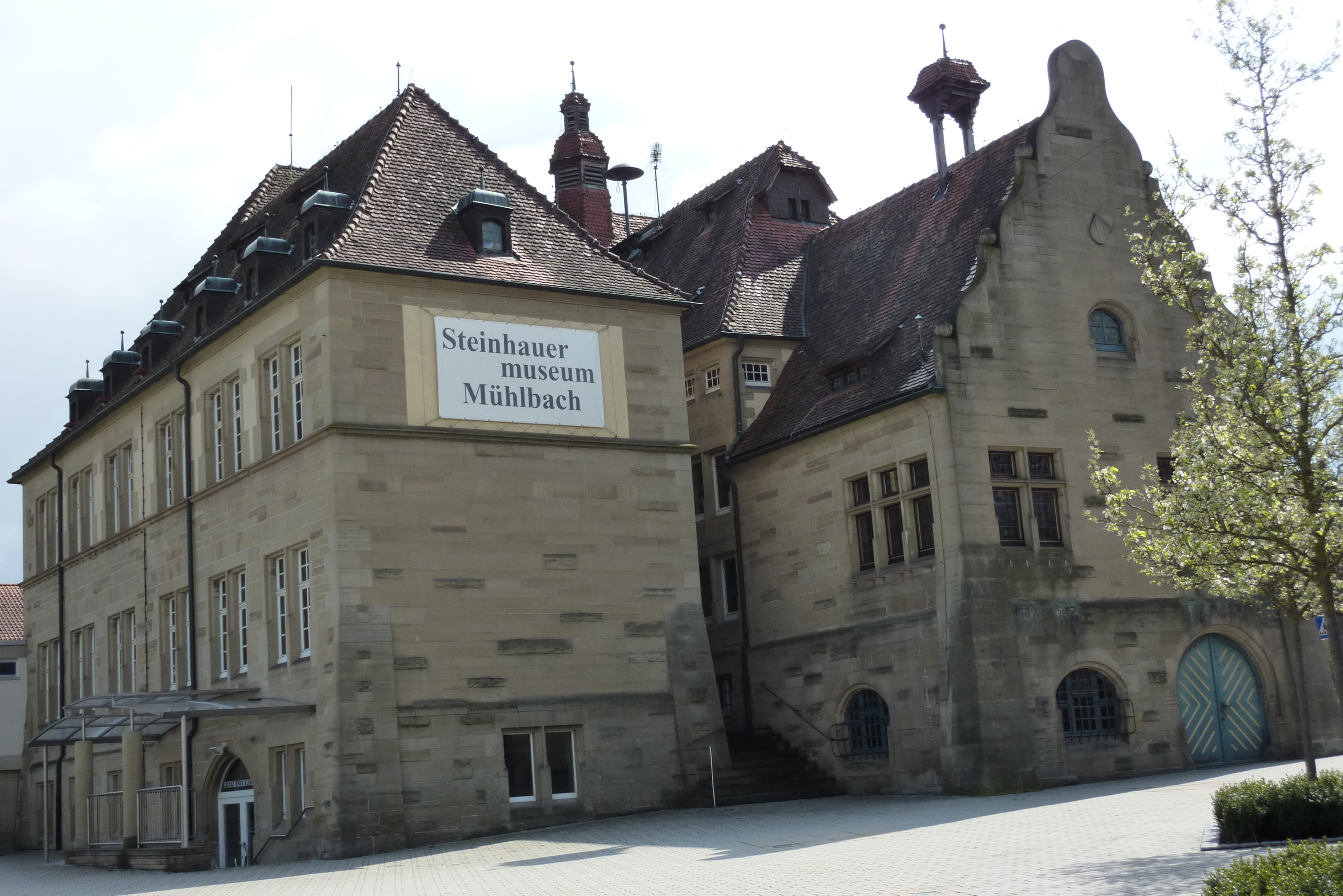
Steinhauermuseum Mühlbach

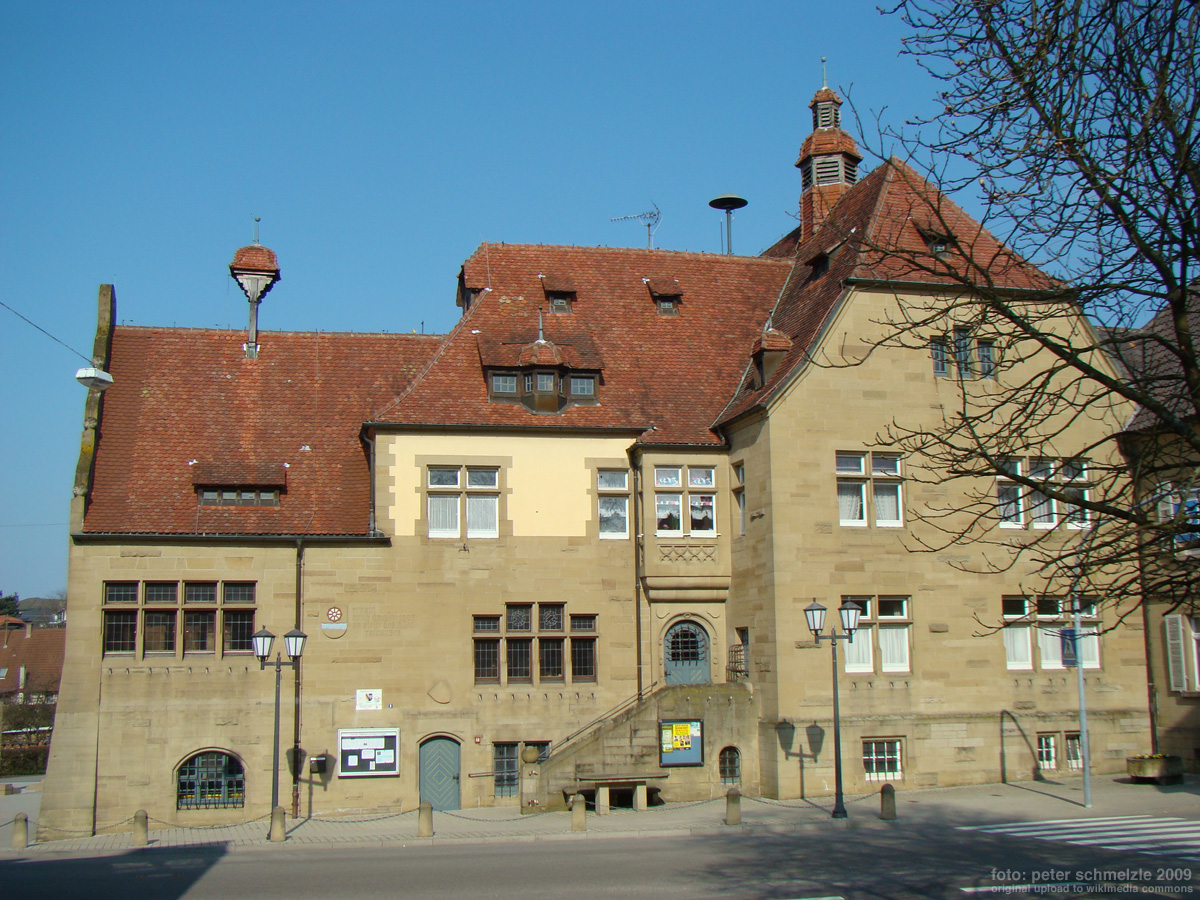
Ehemaliges Rathaus in Mühlbach

Das Steinhauermuseum Mühlbach im ehemaligen Rathaus in Mühlbach, einem Stadtteil von Eppingen im Landkreis Heilbronn (Baden-Württemberg), ist ein 1998 eingerichtetes kleines Museum zur Geschichte des Steinhauerhandwerks.

## Gebäude
Das ehemalige Rat- und Schulhaus aus Mühlbacher Schilfsandstein wurde 1903 erbaut und ist ein Beispiel für die Blütezeit des Steinhauergewerbes. Für das Museum wurde ein Türbogen freigelegt und der ursprüngliche Zustand weitgehend wiederhergestellt.

## Ausstellung
Die Dauerausstellung vermittelt die verschiedenen Phasen der Steingewinnung im Steinbruch bis zur endgültigen Verarbeitung des glatten oder mit Ornamenten versehenen Steins beim Bauen.
Die Steinhauergalerie bietet Platz für Sonderausstellungen zum Steinhauerhandwerk oder für Werke junger Bildhauer. Dabei wird der Dorfplatz vor dem Gebäude als zusätzliche Ausstellungsfläche genutzt. Neben Seminaren werden Führungen in den einheimischen Steinbrüchen angeboten, denn im Ort ist das Steinhauerhandwerk noch nicht ausgestorben.